# Elecciones para gobernador de Nueva York de 2010
La elección para gobernador de Nueva York de 2010 se realizó el 2 de noviembre para escoger al gobernador de Nueva York. El demócrata Andrew Cuomo ganó las elecciones. El gobernador titular David Paterson no se postuló para la gobernatura del estado.